# Tomáš Fryčaj
Tomáš Fryčaj (30. června 1759 Kelč – 28. června 1839 Obřany) byl římskokatolický kněz, jeden z prvních moravských národních buditelů (spolu s Gallašem) a autor náboženské, etnografické a jazykovědné literatury.

## Život
Po studiu na piaristickém gymnáziu v Lipníku nad Bečvou vystudoval filosofii v Olomouci a teologii v Brně. Roku 1783 byl v Brně vysvěcen na kněze. Působil nejprve jako farář v dolnorakouském Mistelbachu, pak jako duchovní v brněnské trestnici, překladatel u moravského gubernia a od roku 1819 do své smrti jako farář v Obřanech u Brna. Pohřben je na hřbitově v Brně-Obřanech u kostela sv. Václava. V Obřanech je po něm pojmenována hlavní ulice.

## Dílo

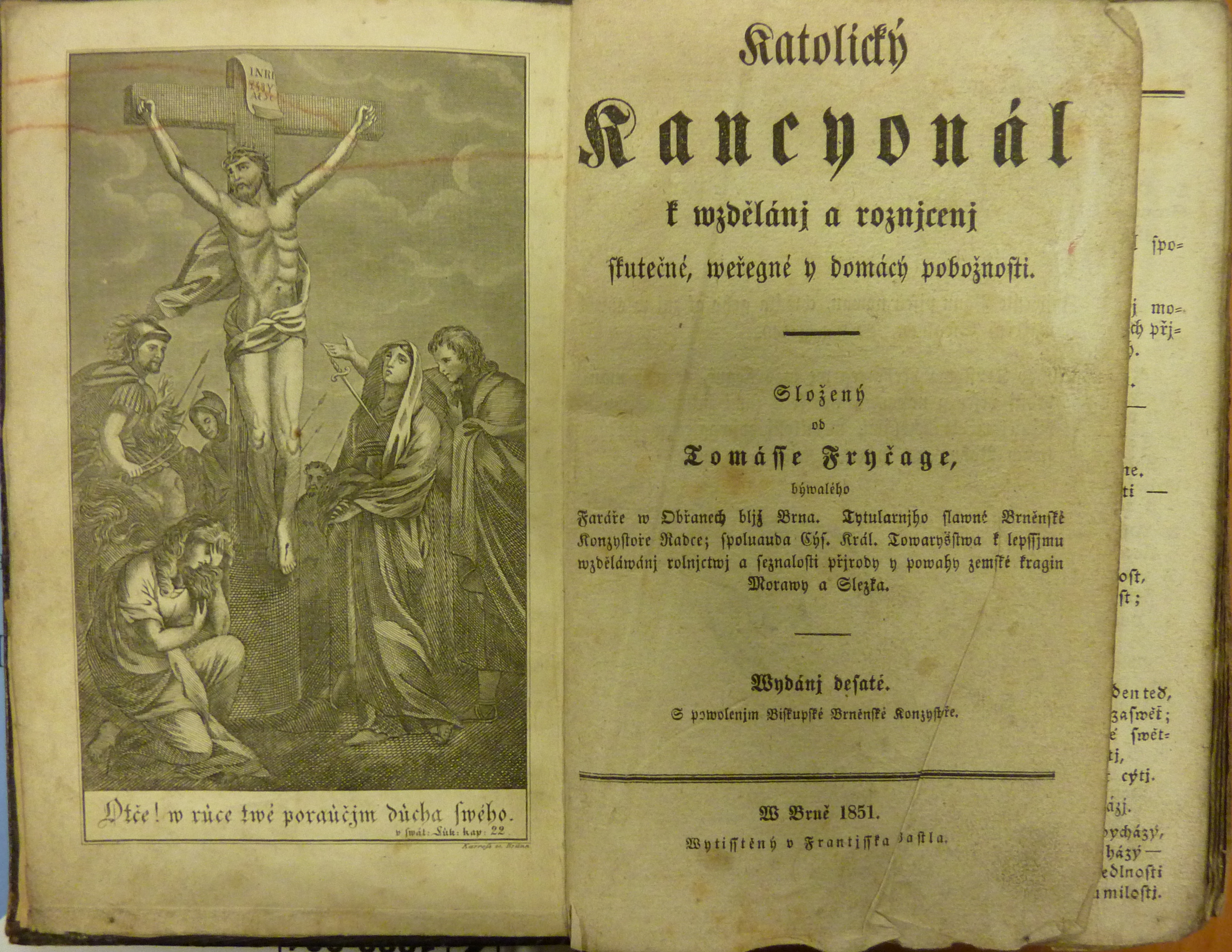
Frontispis a titulní strana desátého vydání Fryčajova Katolického kancionálu (Brno, 1851)

- Kostelní písně duchovní (rok vydání 1788), 2. vydání z roku 1801 s názvem: Ouplná kníha duchovních písní katolických, od 3. vydání s názvem Katolický kancionál (r. 1805) – vyšlo mnoho dalších vydání,
- Múza moravská (Muza Morawská w patero oddělenjch obsahugjcý duchownj, mrawnj, polnj, wesko-občanské a staro-wlastenské hanácké pjsně skládatelů wlastenských, ... / složená od Jozefa Heřmana Galasse; w pořádek slussný uwedená ... od ... Tomásse Fryčage, 1813),
- Ortografia aneb pravidla pravopisebnosti moravsko-slovanské řeči (1820) – v tomto díle vyjádřil své přesvědčení, že z moravského a slovenského nářečí je možné vytvořit moravsko-slovenský jazyk, což vyvolalo bouři nevole mezi národními badateli pražského okruhu.
- Pravidla výborného sedlského života (1808)

### Externí odkazy

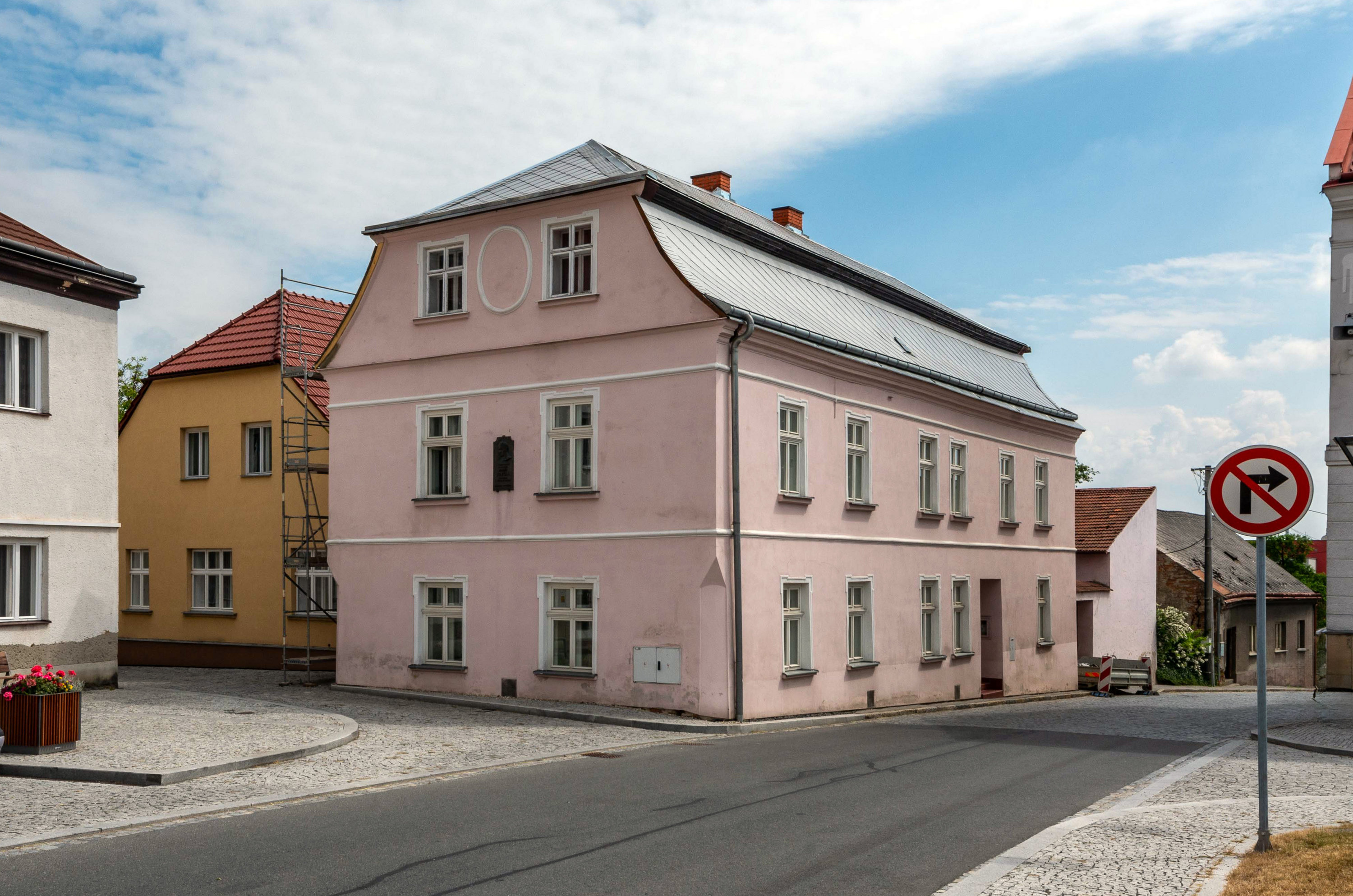
Rodný dům Tomáše Fryčaje

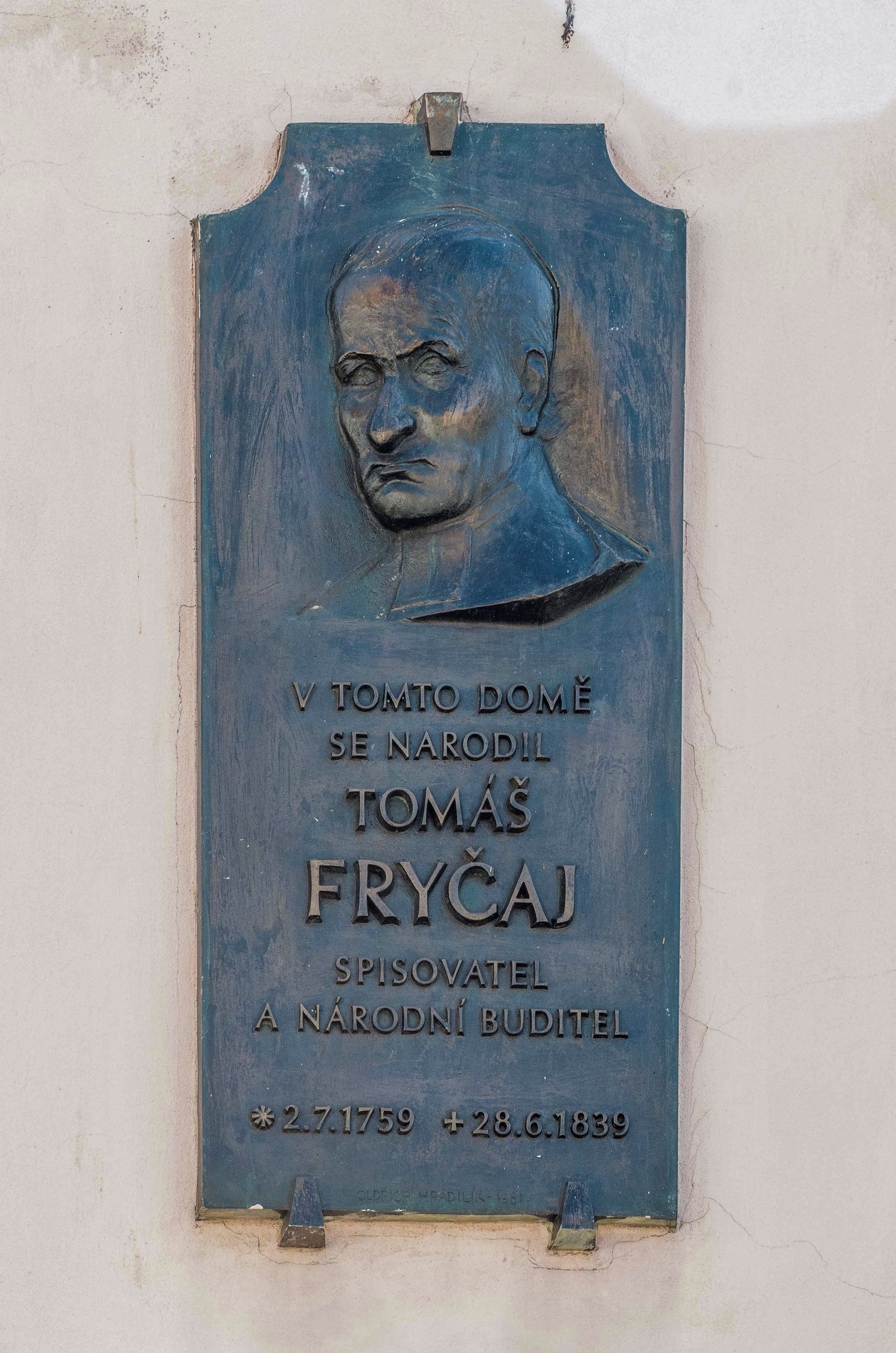
Pamětní deska na rodném domě Tomáše Fryčaje